# Phrynus levii
Espèce
Phrynus levii est une espèce d'amblypyges de la famille des Phrynidae.

## Distribution
Cette espèce est endémique de Jamaïque. Elle se rencontre à Montego Bay dans la grotte Providence Cave.

## Description
Le mâle holotype mesure 23,5 mm.

## Systématique et taxinomie
Les spécimens de Cuba qui furent rattachés à cette espèce sont des Phrynus hispaniolae.

## Étymologie
Cette espèce est nommée en l'honneur d'Herbert Walter Levi.

## Publication originale
- Quintero, 1981 : The amblypygid genus Phrynus in the Americas (Amblypygi, Phrynidae). Journal of Arachnology, vol. 9, no 2, p. 117-166 (texte intégral).